# Teresa Toda i Juncosa

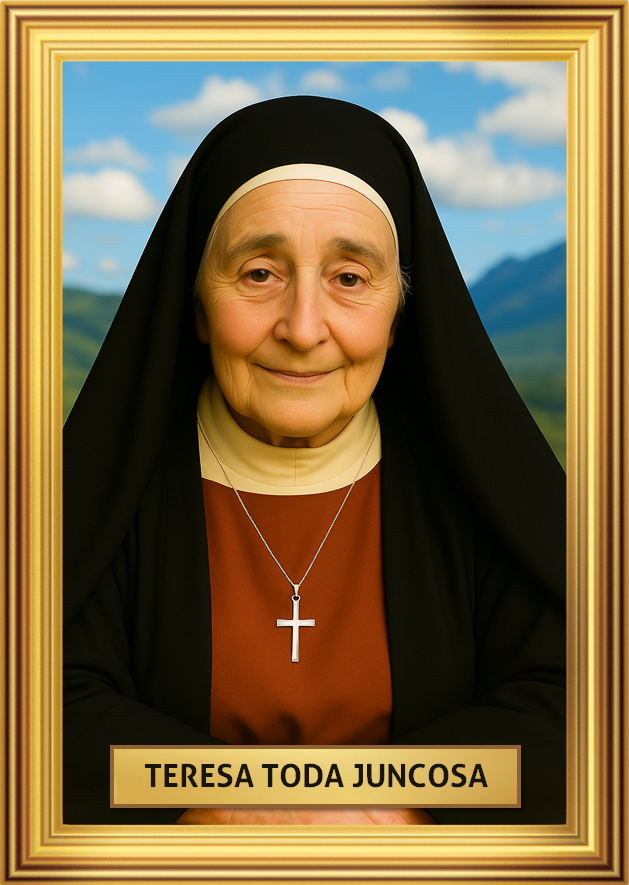
Fundadora de la Congregació Germanes Carmelites Tereses de Sant Josep.

Teresa Toda i Juncosa (Riudecanyes, 19 d'agost de 1826 – Barcelona, 30 de juliol de 1898) fou una dona pagesa i mare de família que, després de separar-se del seu espòs per maltractaments, es lliurà plenament a la vida religiosa. Fundadora juntament amb la seva filla, Teresa Guasch i Toda, de la congregació de les Germanes Carmelites Tereses de Sant Josep, dedicada a l'educació i acollida de nenes pobres i orfes. Va ser declarada Serventa de Déu el 1996 i Venerable pel papa Francesc el 2013.

## Biografia

### Infància i joventut
Va néixer en una família de pagesos benestants. El seu pare va morir quan ella tenia tretze anys. Com era habitual a l'època, no va rebre estudis escolars ni formació formal, però mostrà des de jove una gran pietat i sensibilitat cristiana.

### Casament i separació
El 7 de juliol de 1847 es va casar amb Antoni Guasch i Domènec, però la convivència va durar poc: només tres mesos després començaren els maltractaments i humiliacions. El 28 de maig de 1848 nasqué la seva filla Teresa, però la situació domèstica no millorà. Davant dels constants abusos, Teresa prengué una decisió insòlita per al seu temps: demanar la separació matrimonial al tribunal eclesiàstic, que li va ser concedida el 5 d'agost de 1848.

### Vida a Tarragona i vocació religiosa
Va marxar a Tarragona amb la seva filla i es dedicà a la pietat, a la caritat i a la seva formació. Guiada pel canonge Josep Caixal i Estradé —futur bisbe de la Seu d'Urgell—, va descobrir la seva vocació: consagrar-se a Déu i fundar una congregació per acollir i educar nenes orfes i pobres.

## Fundació de la congregació
Amb el suport de la seva filla i sota l'orientació de Josep Caixal i Estradé, es traslladà a Barcelona el 1868. El 22 de febrer de 1878, juntament amb Dolors Cotó i Caterina Pera, fundaren la congregació Germanes Carmelites Tereses de Sant Josep. Es tractava d'una comunitat religiosa amb carisma carmelità, centrada en l'acollida i educació de nenes en situació de vulnerabilitat.
El 16 de setembre de 1883 foren aprovades les primeres constitucions de l'orde, i Teresa, amb la seva filla i altres tres germanes, va professar com a religiosa amb el nom de Teresa de Sant Josep. Fou escollida superiora general.

### Expansió i apostolat
El 1885, la congregació s'establí en una casa pròpia al barri de Gràcia (Barcelona). Progressivament, amb el suport de voluntaris, mecenes i famílies com la Barba, s'estengueren amb noves fundacions a Barcelona i Tarragona: El Catllar, Reus, El Morell, Garidells, Vallmoll i La Masó.

## Malaltia i mort
Els últims set anys de vida els passà pràcticament invàlida. Malgrat això, mostrà una gran fortalesa espiritual. El 29 de març de 1893 redactà el seu testament, expressant-hi el seu zel per la glòria de Déu i l'amor caritatiu a les orfes. Va morir santament el 30 de juliol de 1898, exhortant les seves germanes a viure les constitucions amb fidelitat.

## Veneració i procés de canonització
L'any 1996 s'inicià a la diòcesi de Barcelona el procés de beatificació. El 1999 es tancà la fase diocesana i el 2008 es remeté la documentació a Roma. El 3 de juny de 2013, el papa Francesc aprovà el decret de les seves virtuts heroiques, i la proclamà Venerable. El procés de canonització resta obert, a l'espera del reconeixement d'un miracle atribuït a la seva intercessió.

## Llegat i actualitat
El carisma fundat per Teresa Toda continua viu en la congregació que fundà, present avui en diversos països. La seva vida i exemple són models de fortalesa, caritat i fidelitat a la vocació cristiana. Són moltes les obres educatives i socials continuades per les Germanes Carmelites Tereses de Sant Josep.